# Groupe scolaire Louis Houpert du Wiesberg
Le groupe scolaire Louis Houpert du Wiesberg est un édifice situé à Forbach, dans le département de la Moselle.

## Histoire
L'édifice a été construit par l’architecte Émile Aillaud dans le quartier du Wiesberg. Le permis de construire a été accordé en juillet 1961 pour que la construction se finisse en janvier 1966 par l'intervention du peintre Fabio Rieti.
Il est labellisé « Patrimoine du XXe siècle » en 2013, label remplacé en 2016 par le label « Architecture contemporaine remarquable ».

## Description
Composé de trois bâtiments (originellement : l'école des garçons, l'école des filles et l'école maternelle), le groupe scolaire dispose de formes modernes ainsi que d'une façade constituée de singuliers éléments de structure.